# Aulus Persius Flaccus

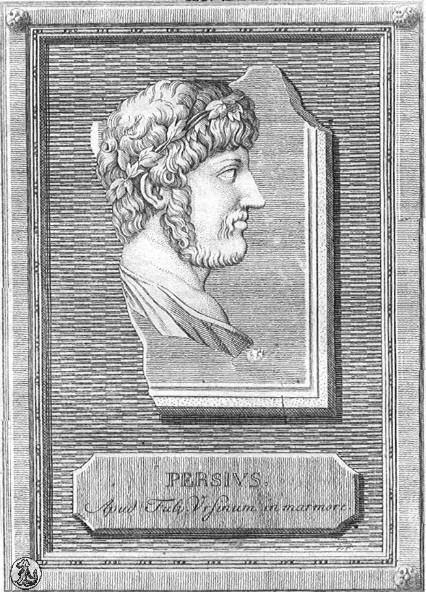
Aulus Persius Flaccus.

Aulus Persius Flaccus, född 34 e.Kr. i Volaterrae i Etrurien, död 62, var en romersk skald.
Persius förlorade tidigt sin fader, en förmögen man av riddarståndet, och kom vid 12 års ålder till Rom, där han utbildade sig under grammatikern Remmius Palaemon och retorn Verginius Flavus. Han blev även förtrogen vän med stoikern Cornutus och skalden Caesius Bassus samt med den ädle och karaktärsfaste statsmannen Paetus Thrasea. 
Persius var en ädel och ren natur, som tog starkt intryck av Stoas höga läror. Vi äger av hans hand en först efter författarens död utgiven samling satirer, saturarum liber, innehållande sex dikter. Dessa mottogs med livligt bifall av samtiden och var på grund av sitt starka moraliska patos mycket omtyckta även under medeltiden. Däremot har den nyare tiden ställt sig mera kylig mot Persius diktning, som visserligen vittnar om obestridlig talang och uppriktig hänförelse för det goda och ädla, men - i motsats till förebilderna Lucilius och Horatius - trots sin docerande ton saknar verklig livserfarenhet. På grund av hans benägenhet att snarare teckna abstrakta typer än ge konkreta, åskådliga bilder ur verkligheten har hans satirer karakteriserats som stoiska retorsövningar. Framställningssättet är sammanträngt och på grund av författarens förkärlek för omskrivande vändningar ofta dunkelt. 
Persius satirer, utgivna av Jahn-Leo (1910) och Consoli (1911), finns översatta till svenska av Henrik Ragnar Törnebladh (1854).